# Le Bal de l'école
Pour plus de détails, voir Fiche technique et Distribution.
Le Bal de l'école (Dance 'Til Dawn) est un téléfilm américain pour adolescents de 1988 réalisé par Paul Schneider.

## Synopsis
C'est le jour du bal de promo senior à l'école secondaire Herbert Hoover. Le bal de promo a été organisé par l'une des filles les plus populaires de l'école, la belle mais odieuse Patrice Johnson (Christina Applegate).
Lorsque Shelley Sheridan (Alyssa Milano) et son petit ami jock Kevin McCrea (Brian Bloom) se séparent juste avant le bal des finissants parce qu'elle refuse de dormir avec lui, ils sont tous deux obligés d'essayer de trouver de nouvelles dates à court préavis.
Quand Shelley n'arrive pas à trouver un nouveau rendez-vous, elle ment à ses amis et leur dit qu'elle va plutôt à une soirée universitaire. En fait, elle va au cinéma municipal pour regarder un vieux film d'horreur, où elle suppose qu'elle ne rencontrera personne de l'école. Mais elle croise Dan Lefcourt (Chris Young), l’un des geeks de l’école, qui est également allé au cinéma pour éviter le bal de promo. Dan a menti à son père (Alan Thicke) en lui disant qu'il se rendait au bal parce qu'il ne voulait pas que son père découvre qu'il avait un statut social inférieur à l'école et qu'il ne pouvait pas avoir de date. Dan aide Shelley à ne pas se faire voir par un autre groupe d’étudiants et elle découvre rapidement qu’il est un gars vraiment sympa.
Après qu'un des amis de Kevin lui ait raconté une fausse histoire à propos d'une fille impopulaire de l'école, Angela Strull (Tracey Gold), "facile", Kevin a décidé de l'inviter au bal de promo. Angela est ravie de se rendre au bal de promo avec Kevin. Son amie Margaret (Tempestt Bledsoe) est favorable au départ, mais devient plus tard sceptique quant aux motivations de Kevin. Non seulement Kevin doit essayer de tromper Margaret en lui faisant croire que ses intentions sont honorables, mais aussi affronter Ed, le père de la pharmacienne fanatique pervers et trop protecteur d’Angela, Ed (Kelsey Grammer), qui essaie de suivre les deux "tourtereaux" toute la nuit. se faire arrêter pour son problème.
Pendant ce temps, Patrice est confiant dans le fait qu'elle sera nommée reine du bal de promo lorsque sa seule vraie compétition, Shelley, ne se présentera pas au bal de promo. À cette fin, elle a organisé une fête toute la nuit avec son petit ami Roger (Matthew Perry), qu'elle garde avec une petite ficelle. Mais ensuite, Angela apparaît à la mode de Cendrillon, et Angela et Kevin sont élus reine et roi du bal.
Kevin tente de mettre Angela au lit, mais elle résiste et le confronte sur les raisons pour lesquelles elle lui a demandé de sortir. Quand il explique qu'il l'aime vraiment maintenant, elle fait remarquer qu'il aurait dû la respecter dès le début.
À la fin du film, chez Hudson's aka Hud (un restaurant populaire où tout le monde se présente le lendemain du bal de promo), Angela a appris que ses parents durent se marier parce qu'ils l'avaient conçue alors qu'ils étaient lycéens. Confiante après sa nuit en tant que reine du bal, elle les informe qu'elle va à l'école d'art en Italie plutôt qu'à l'école biblique. Kevin termine sa nuit sans sexe et défend l'honneur d'Angela lorsque son ami fait un commentaire obscène. Pendant ce temps, Shelley et Dan annoncent qu'ils vont maintenant sortir ensemble de manière stable, au grand choc de tous les seniors de la salle.

## Distribution

### Adolescents
- Christina Applegate - Patrice Johnson (Patricia dans la version française) (VF : Claire Guyot)
- Alyssa Milano - Shelley Sheridan (VF: Jackie Berger)
- Brian Bloom - Kevin McCrea (VF: Emmanuel Curtil)
- Tracey Gold - Angela Strull (VF : Béatrice Bruno)
- Chris Young - Dan Lefcourt
- Tempestt Bledsoe - Margaret (VF: Joëlle Guigui)
- Matthew Perry - Roger

### Parents
- Kelsey Grammer - Ed Strull
- Edie McClurg - Ruth Strull
- Alan Thicke - Jack Lefcourt (VF : Mario Santini)
- Cliff De Young - Larry Johnson
- Mary Frann - Nancy Johnson
- Molly Cheek - Le rendez-vous de Jack Lefcourt (VF: Martine Meiraghe)